# Hoel III Bretoński
Hoel III (zm. 1156), książę Bretanii, syn księcia Conana III Grubego i Maud FitzRoy, nieślubnej córki króla Anglii Henryka I Beauclerca.
W 1148 r. na łożu śmierci Conan III wydziedziczył Hoela, uznając go nieślubnym dzieckiem. Tym samym prawa do bretońskiego tronu przeszły na siostrę Hoela, Bertę, i jej męża, Odona de Porhoet. Hoel nie uznał tych decyzji i rozpoczął wojnę z Odonem. Został jednak wyparty z księstwa, utrzymał się tylko w hrabstwie Nantes. W 1156 r. w hrabstwie tym wybuchła rebelia i Hoel musiał opuścić również i Nantes. Zmarł niedługo później, prawdopodobnie w opactwie cystersów w Melleray. Nigdy się nie ożenił i nie pozostawił potomstwa.